# 東日本大震災からの復興に関し地方公共団体が実施する防災のための施策に必要な財源の確保に係る地方税の臨時特例に関する法律
東日本大震災からの復興に関し地方公共団体が実施する防災のための施策に必要な財源の確保に係る地方税の臨時特例に関する法律（ひかしにほんたいしんさいからのふつこうにかんしちほうこうきようたんたいかしつしするほうさいのためのせさくにひつようなさいけんのかくほにかかるちほうせいのりんしとくれいにかんするほうりつ、平成23年12月2日法律第118号）は、東日本大震災からの復興を図ることを目的として東日本大震災復興基本法2条に定める基本理念に基づき2011年（平成23年）度から2015年（平成27年）度までの間において実施する施策のうち全国的に、かつ、緊急に地方公共団体が実施する防災のための施策に要する費用の財源を確保するため、臨時の措置として個人の道府県民税および個人の市町村民税の均等割の標準税率について定めることに関する法律で、地方税法に対する特別法である。
税率の特例は、2014年（平成26年）度から2023年（平成35年）度までとなっている。2011年（平成23年）12月2日に公布された。